# Neoleptoneta archeri
Neoleptoneta archeri là một loài nhện trong họ Leptonetidae.
Loài này thuộc chi Neoleptoneta. Neoleptoneta archeri được Willis J. Gertsch miêu tả năm 1974.